# 巴拉-杜斯科凯鲁斯
10°54′32″S 37°02′20″W / 10.90889°S 37.03889°W
巴拉-杜斯科凯鲁斯（葡萄牙语：Barra dos Coqueiros）是巴西的城鎮，位於該國東北部，由塞爾希培州負責管轄，始建於1953年11月25日，面積90平方公里，海拔高度8米，2013年人口28,093，人口密度每平方公里311.03人。